# Fondarella
Fondarella és un municipi de la comarca del Pla d'Urgell. El nom de Fondarella procedeix de la paraula àrab funduq, que significa alfondec, hostal. D'aquí ve que de denominació amb què es conegué Fondarella fins a l'època moderna fou Alfondarella.
El poble de Fondarella s'alça a 243 m d'altitud, al sector del nord del terme, damunt la línia de ferrocarril i la carretera. El nucli antic es troba al voltant de l'església parroquial de Santa Maria, edifici d'origen romànic reformat el segle xv, amb façana simple de portal adovellat i campanar de paret amb tres obertures, dins d'una línia que recorda la dels Alamús. Es destaca l'antic casal dels senyors del poble, ara d'ús particular. La població ha crescut vers el ferrocarril i la carretera i forma en un petit sector gairebé un continu urbà amb la ciutat de Mollerussa, a la zona on es localitzen algunes de les indústries. Als afores hi ha la capella votiva de Sant Sebastià, petit edifici d'una nau.

## Geografia
- Llista de topònims de Fondarella (Orografia: muntanyes, serres, collades, indrets..; hidrografia: rius, fonts...; edificis: cases, masies, esglésies, etc).

Amb 5.4 km². és el més reduït del Pla d'Urgell i es troba al sector centre de la comarca, prop de Mollerussa i dins el seu àmbit d'influència, forma part, del paisatge i tarannà, dels pobles urgellesos (és regat per la Séquia Tercera, a llevant, i pel Canal Auxiliar, a ponent, del canal d'Urgell). El poble de Fondarella és l'únic nucli de població del municipi, que limita amb el termes de Palau d'Anglesola al (nord), Mollerussa (est), Sidamon (Oest), i Torregrossa, al (sud). La carretera nacional II de Barcelona a Lleida travessa el terme de llevant a ponent, seguida una mica més al nord per la paral·lela línia de ferrocarril de Barcelona a Lleida per Manresa. Una carretera local comunica el poble amb el Palau d'Anglesola i amb la N-II. Bons camins veïnals porten a Sidamon i a Mollerusa.

## Economia
El territori és totalment planer i la realització del canal d'Urgell suposà la conversió en regadiu de tots els conreus, que ocupen actualment el 86,5% de la superfície municipal. Després de diversos intents d'adaptar conreus poc usuals a la comarca (lli, cotó, tabac i arròs), avui predominen conreus més tradicionals i freqüents; 35% de blat (amb tendència a disminuir), blat de moro (12,3%, en augment), ordi i civada (del 2 al 3% en franca regressió), alfals (23% també amb tendència a minvar), arbres fruiters (11%, amb predomini de les pomeres i les pereres). Les explotacions són de dimensions petites i mitjanes (d'1 a 5 ha i de 5 a 10 ha) i el nombre de parcel·les ha disminuït (de 211 a 198, amb predomini de les més petites d'1 ha i una mitjana de 3,5 parcel·les per explotació). El 68% de la terra censada és explotada directament pels propietaris, i també es donen les formes de tinença de parceria i arrendament; aquesta darrera, escassa, però amb una certa tendència a augmentar.
La cria de bestiar ha esdevingut un complement imprescindible per al pagès urgellès: hom compta amb uns 12.000 caps d'aviram (gallines ponedores i pollastres), uns 550 de porcí (mamellons) i uns 1.000 caps de boví. Hi ha un escorxador d'aviram (tocant a Mollerussa), una teuleria i una fàbrica de gelats. Perdura encara el conreu i l'elaboració casolana de tabac.

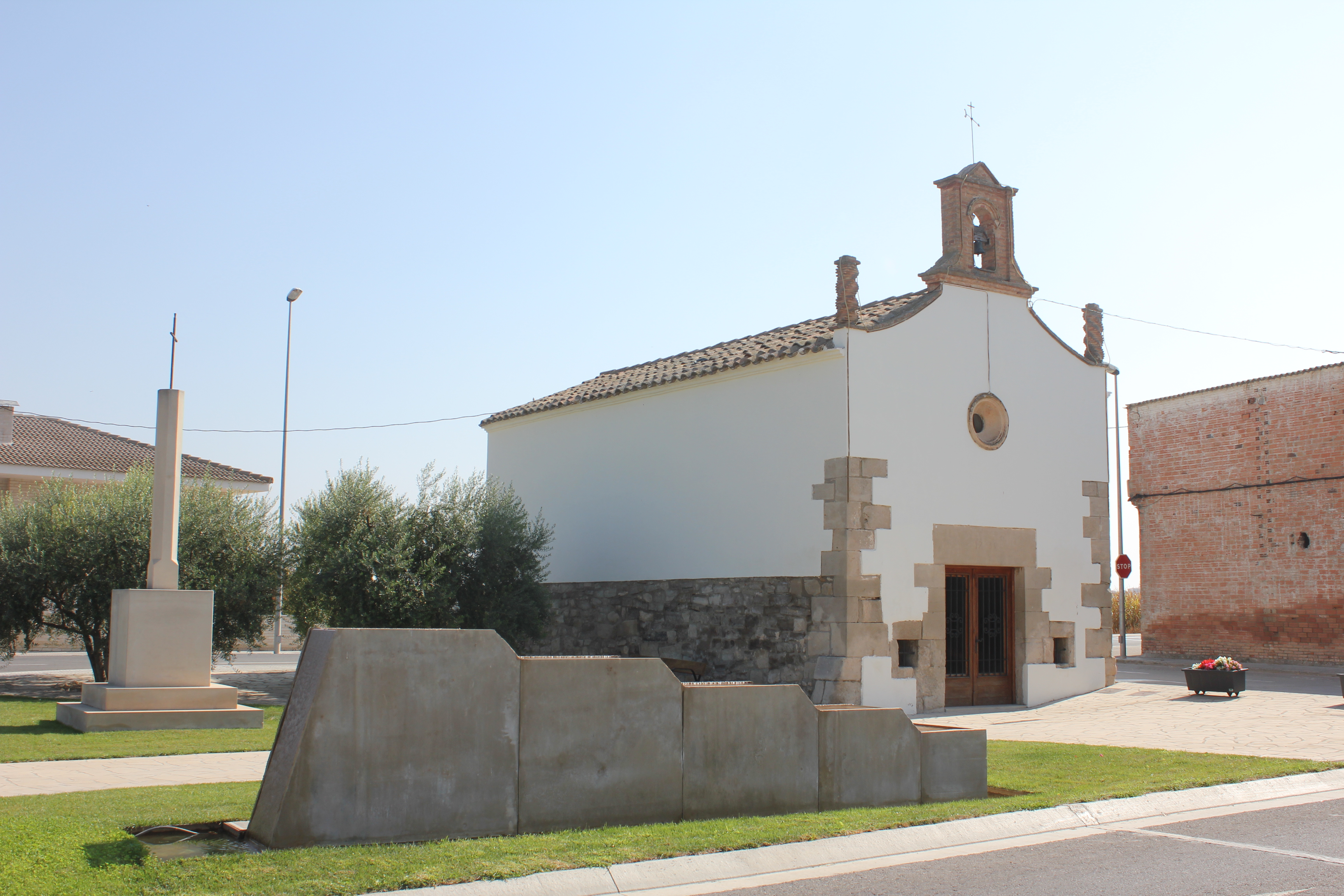
Ermita de Sant Sebastià

## Història
La població ha estat tradicionalment escassa i s'ha estabilitzat modernament en uns 500 h per la riquesa aportada pels regadius i l'expansió econòmica de la veïna població de Mollerussa. (Vegeu quadre demogràfic).
El topònim, d'origen àrab segons Coromines, sembla derivar d'un alfòndec o hostalet del camí de Lleida a Bellcaire (funció que després recollí Mollerussa) i consta ja en documents del segle xii, però sabem que el lloc havia estat ja incorporat anteriorment (1097), com Sidamon i Mollerussa, a l'Església de Vic (des del segle xvi passà a la diòcesi de Solsona on roman). Aquest sector fou repoblat per Berenguer Gombau d'Anglesola i Fondarella figura ja en el testament de Bernat d'Anglesola (casat amb Elisenda) fet el 1182, que era senyor també de Miralcamp, Golmés, Gerb, Sidamon, les Ventoses i Paganell. Una làpida hebraica al·lusiva al rabí Salomó Cresques, trobada el 1929, indica que hi hagué una petita comunitat jueva, potser al voltant de l'alfòndec o hostal, que devia durar almenys fins als avalots contra els jueus de 1391.
Des de la seva reconquesta fins al segle xvii, Fondarella va passar per moltes mans. Primer van ser els Anglesola, i en el fogatjament de 1365-70 es diu que el poble pertany a G. Molinero i que tenia 39 focs, la qual cosa significa al voltant de 200 habitants. Al segle xvii ja pertany al capítol de Lleida, que era el que nomenava en batlle.
Fondarella va patir amb rigorositat la Guerra dels Segadors i les diferents pestes i malalties. Es té notícies de la pesta de 1793 i de la de 1803 feren el vot a Sant Sebastià i li construïren l'ermita.
En el fogatge del 1365 consta Fondarella amb 39 focs (aleshores Mollerussa només en tenia 46) i la senyoria era de G. Moliner. Al principi del segle xvii, continuava essent un lloc sota el domini jurisdiccional d'un senyor amb categoria de baró. Es despoblà amb motiu de la Guerra dels Segadors a mitjan segle XVII; aleshores havia passat sota el domini del capítol de la seu lleidatana i els canonges, malgrat l'abandonament del lloc, designaven (com el 1697) batlles per a poder controlar els emprius i prendre cura de l'arrendament de les herbes. El lloc s'anà poblant lentament al segle xviii i en 1774-1806 les actes dels arxius lleidatans parlen de la plantació en aquesta zona de moreres (per a la cria de cuc de seda) i també de l'extensió de l'ametller i l'olivera. Continuà en mans del capítol de Lleida fins a l'abolició de les senyories i l'arribada del canal representà una relativa prosperitat.

## Sant Nicolau de l'Hospitalet
Dins el terme hi hagué el monestir premonstratès de Sant Nicolau de l'Hospitalet, fundat vers el 1220 per Guillem i Sibil·la d'Anglesola com a hospital prop del camí ral de Barcelona a Lleida i Aragó; el 1224 fou donat a l'abadia premonstratesa de Bellpuig de les Avellanes perquè hi erigís un priorat. El 1231 tenia el títol d'abadia i la comunitat era de 9 religiosos, però des de 1250 el títol fou solament de priorat. El 1285 encara hi havia 8 religiosos, però la decadència s'inicià al segle xiv i el darrer prior esmentat és de l'any 1505; el 1510 era ja una simple comanda regida per un sacerdot secular i la darrera vegada que surt esmentada l'església i comanda de Sant Nicolau és el 1592. Hospital i església eren arruïnats a mitjan segle xvii i avui només resten el nom en la partida rural de l'Hospitalet.

## Demografia
| 1497 f | 1515 f | 1553 f | 1717 | 1787 | 1857 | 1877 | 1887 | 1900 | 1910 |
| ------ | ------ | ------ | ---- | ---- | ---- | ---- | ---- | ---- | ---- |
| 25     | 29     | 20     | 72   | 118  | 310  | 316  | 369  | 387  | 401  |

| 1920 | 1930 | 1940 | 1950 | 1960 | 1970 | 1981 | 1990 | 1992 | 1994 |
| ---- | ---- | ---- | ---- | ---- | ---- | ---- | ---- | ---- | ---- |
| 430  | 416  | 383  | 453  | 518  | 521  | 516  | 587  | 632  | 632  |

| 1996 | 1998 | 2000 | 2002 | 2004 | 2006 | 2008 | 2010 | 2012 | 2014 |
| ---- | ---- | ---- | ---- | ---- | ---- | ---- | ---- | ---- | ---- |
| 653  | 686  | 680  | 694  | 741  | 783  | 811  | 830  | 825  | 838  |

| 2016 | 2018 | 2020 | 2022 | 2024 | 2026 | 2028 | 2030 | 2032 | 2034 |
| ---- | ---- | ---- | ---- | ---- | ---- | ---- | ---- | ---- | ---- |
| 794  | 792  | 776  | 778  | 805  | -    | -    | -    | -    | -    |

La vida del poble compagina l'agricultura i la indústria

## Política
Els resultats de les eleccions municipals de 2007 foren els següents:
| Partit polític                                | Ideologia                           | Vots | Percentatge | Regidors |
| --------------------------------------------- | ----------------------------------- | ---- | ----------- | -------- |
| Convergència i Unió                           | lliberal-democristià i nacionalista | 408  | 80,95       | 6        |
| Independents per Fondarella — Acord Municipal |                                     | 71   | 14,09       | 1        |
| Partit Popular                                | conservador i espanyolista          | 13   | 2,58        | 0        |

D'altra banda, els resultats de les eleccions municipals de l'any 2011 foren:
| Partit polític      | Ideologia                           | Vots | Percentatge | Regidors |
| ------------------- | ----------------------------------- | ---- | ----------- | -------- |
| Convergència i Unió | lliberal-democristià i nacionalista | 354  | 90,08       | 7        |

Els resultats de les eleccions municipals de l'any 2015 foren:
| Partit Polític           | Ideologia                           | Vots | Percentatge | Regidors |
| ------------------------ | ----------------------------------- | ---- | ----------- | -------- |
| Convergència i Unió      | lliberal-democristià i nacionalista | 383  | 92,96       | 7        |
| Plataforma_per_Catalunya | feixista, Racista i xenòfob         | 14   | 3,40        | 0        |

## Llocs d'interès
- Façana de l'església romànica de Santa Maria de Fondarella.
- Plaça de l'església.
- Carrer de Guimerà i carrer Major. Antic poble de Fondarella, nucli tancat amb diverses cases pairals.
- Capella de Sant Sebastià (segle xviii).
- Rambla de la Font.
- La Serra (lloc per anar d'excursió).
- La Torre Cusiné, mas a 41° 37′ 42.57″ N, 0° 51′ 58.13″ E / 41.6284917°N,0.8661472°E